# おもちゃのまちバンダイミュージアム
おもちゃのまちバンダイミュージアムは、栃木県下都賀郡壬生町おもちゃのまちにある、バンダイの玩具を主とした博物館。

## 施設概要
- 所在地 〒321-0202 栃木県下都賀郡壬生町おもちゃのまち3-6-20 バンダイコレクションセンター内
- 開館日 年中無休（臨時休館有）
- 開館時間 午前10時 - 午後4時30分
- 入館料 大人1000円、小人600円
  - 団体価格 大人800円、小人400円（20名から）
- 交通アクセス
  - 東武宇都宮線おもちゃのまち駅より徒歩約10分
  - JR宇都宮線石橋駅より広域連携・ゆうがおバス「獨協医科大学病院」行きで「睦小学校前」停留所下車、徒歩5分[1][2][3]。
  - 北関東自動車道壬生ICより車で約5分
  - JR宇都宮線石橋駅より車で約15分
  - 無料駐車場あり

## ミュージアム

### 現在

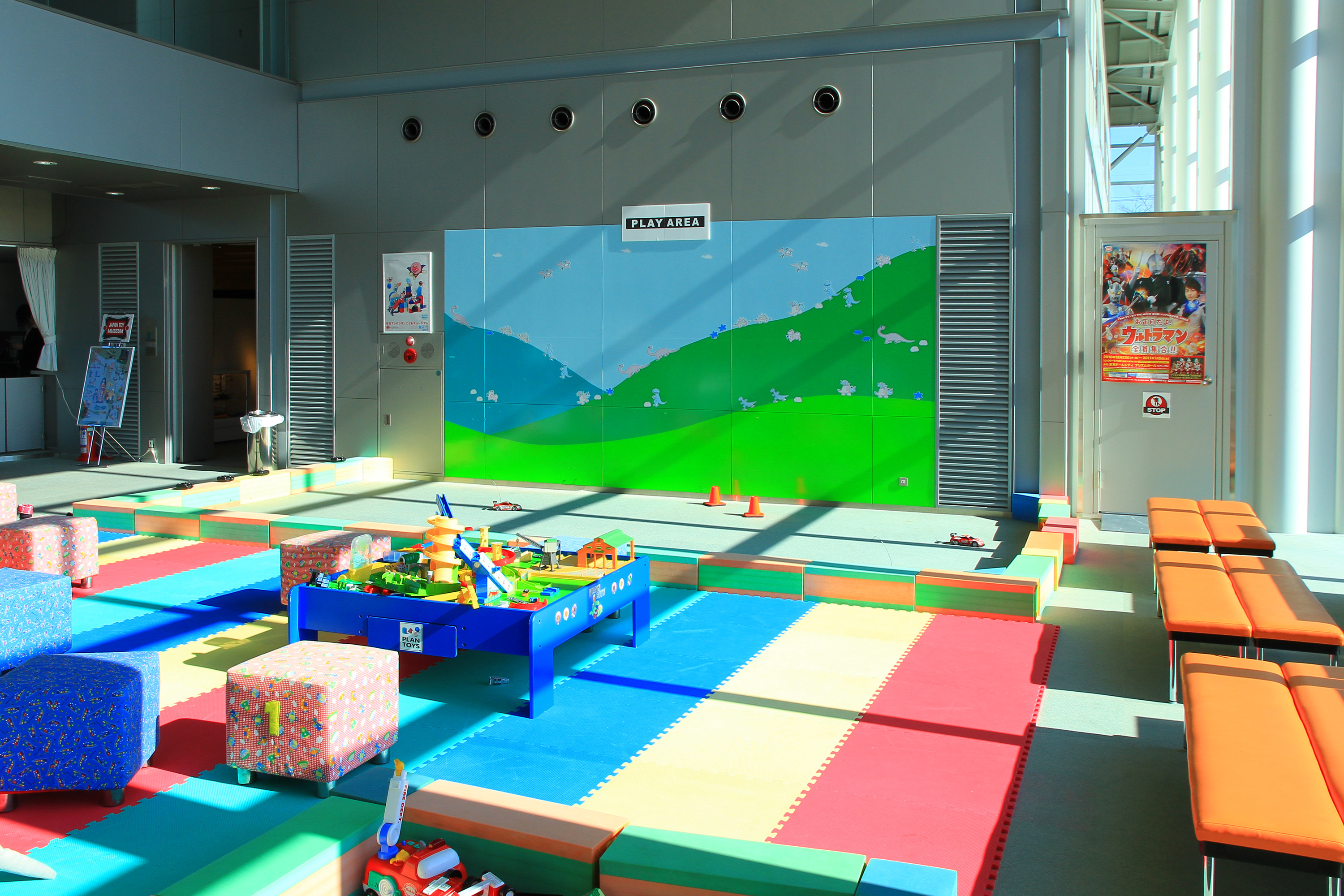
プレイエリア

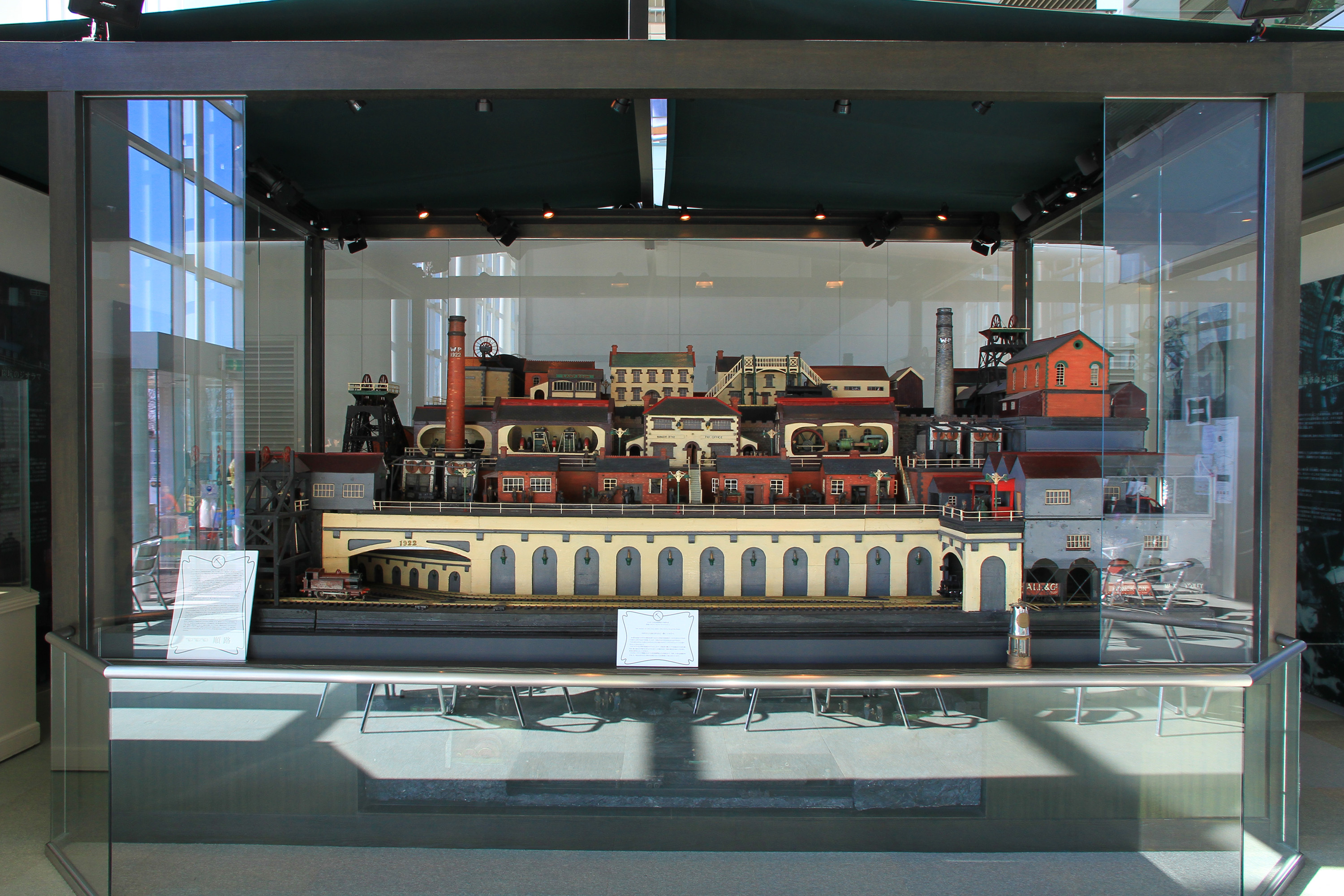
炭鉱ジオラマ

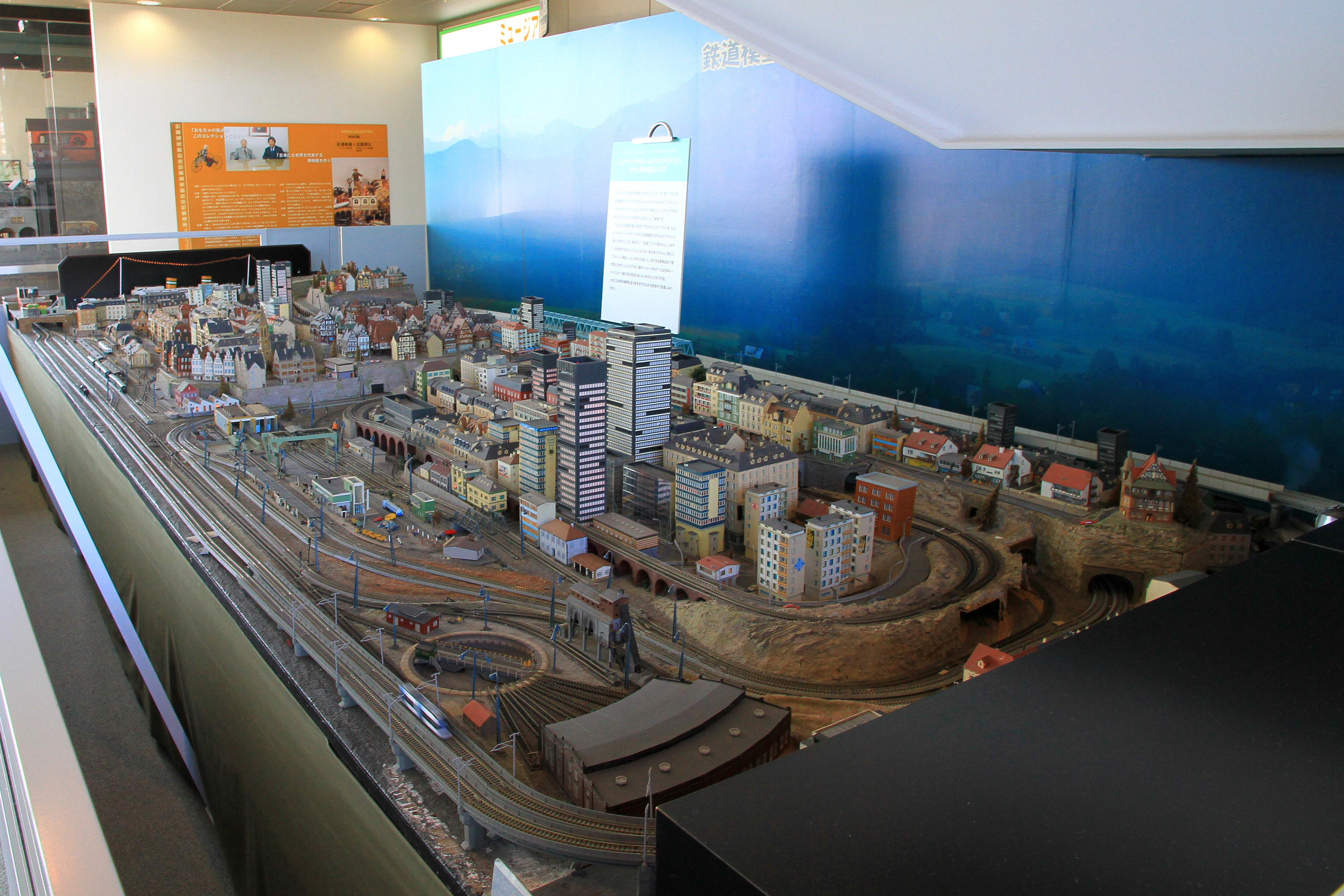
巨大ジオラマ（レイアウト）

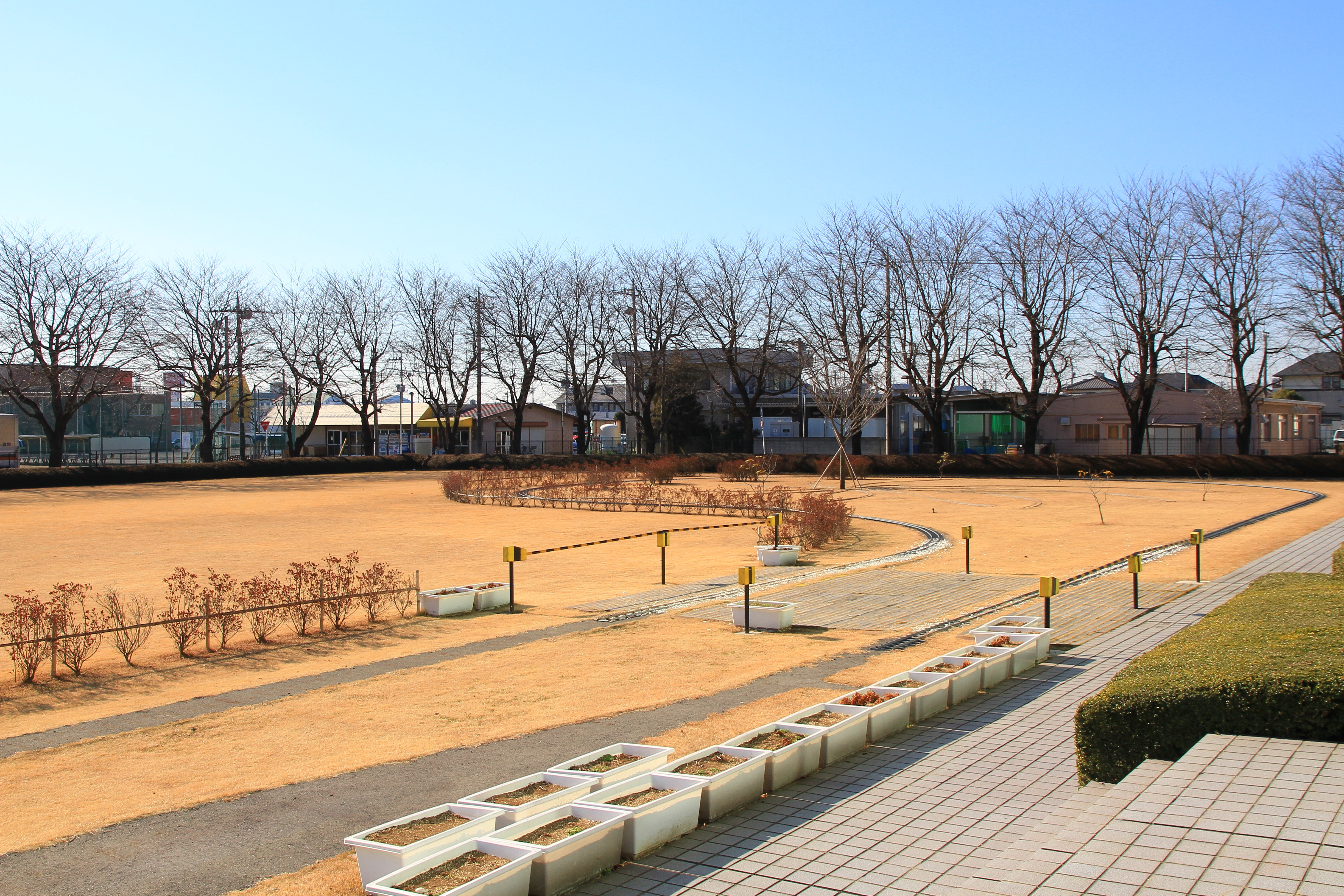
芝生

2007年4月28日から現在の場所での運営を開始。開館3周年を期にリニューアルが行われ、2010年4月29日に再オープンした。展示構成は以下の通り。
ジャパントイミュージアム
約20,000点、江戸時代から現代までのバンダイ他の日本玩具の中から厳選したコレクションとそれらの研究成果を公開している。江戸時代の泥面子や自然の素材を使った伝統玩具から、戦後敗戦からの復興に貢献した玩具産業の輸出商品、60年代からのキャラクター玩具、エレクトロニクス技術の導入により革新的に進歩した電子玩具、海外オークションで何百万円もの値をつけた玩具などの貴重な展示品を通して日本の玩具史を学ぶことが出来る。
ワールドトイミュージアム
約7,000点、2007年11月に閉館した軽井沢ワールドトイミュージアムで展示されていた物で欧州を中心とした骨董玩具の中から厳選したコレクションとそれらの研究成果を公開している。所蔵品最古となる250年前のウッドゥンドールから、産業革命時代の蒸気動力玩具、クロックワークスと呼ばれたゼンマイ玩具・テディベア・ドールハウス・世界に一つしか現存しない玩具など、現在の玩具のルーツとなった稀少な展示品を通して世界の文化史を学ぶことが出来る。
エジソンミュージアム
約3,000点、トーマス・エジソンの発明品の中から厳選したコレクションとそれらの研究成果を公開している。コレクションのほとんどは現在でも実際に動く状態で保存されている。蓄音機、白熱電球、映写機、アルカリ蓄電池などの発明品の展示だけではなく、エジソンの生涯や精神、偉業の解説などを通して近代科学の進化の過程を学ぶことが出来る。また、団体向けにエジソンに関する説明や講義を受けたり、本物の蓄音機や映写機で音声を聞いたり、映像を見せるなどの実演等も行っている。
このコレクションは、アメリカの特許弁護士ヘンリー幸田とビル・アンドローラが25年をかけて収集したもので、ヘンリー幸田の「エジソンの発明品を通じて日本の子供たちに科学のすばらしさを実感してもらうと共に、新しい事に挑戦する創造性を育み、いつかエジソンのような人が出てくるきっかけになる場を造りたい」という意思にバンダイが共感し、両名から譲り受けたものである事が案内板に記されている。エジソンは笑い袋のルーツとなったおしゃべり人形など、玩具の発明もしていた。
ホビーミュージアム
ガンプラをはじめ、全長約2メートルの「1/144 ホワイトベース」などを展示している。また、富野由悠季の立体作品「ZAKUの夢」も展示している。芸術品といえる展示を通して、日本のアニメ・キャラクター文化史を学ぶことが出来る。
ZAKUの夢
富野由悠季の立体作品。富野監督の初の立体作品「From First」をリニューアルアップした作品で、高さ約170cm、幅約390cm、奥行き約280cm。新たに追加された幻のガンダムのブロンズ像を中心に、全高約1.5mのザクの巨大キャラクターモデル（HY2M1/12ザク）が9体も使用されている。ザクが主人公となった、新しいガンダムワールドの光景が創り出されている。
合体ロボエリア
歴代のスーパー戦隊シリーズのメカや合体ロボットなどを100体以上展示している。複雑なメカニズムの変形合体ロボット玩具の開発史をと押して、物作りの進化の過程を学ぶことが出来る。
企画展示エリア
バンダイならではのヒーロー玩具などの企画展示を行っている。不定期に展示内容が変わる。
プレイエリア

エントランスホール奥の窓際にある幼児向けの広々としたプレイエリア。抱えきれない程の沢山のおもちゃで自由に遊ぶことが出来る。休憩用のテーブルも併設されている。その時期の最新のTVゲームもある。
ラウンジエリア
エントランスホールの一角にある玩具に囲まれながらゆっくりできるラウンジ。持ち込み飲食も出来る。
団体飲食エリア
最大約90名の対応が可能な飲食エリア。団体のみが利用可能で、利用には事前予約が必要。
炭鉱ジオラマ「モデル・コールマイン」

1924年の大英帝国博覧会に出展された炭鉱街の模型をエントランスホール奥の一角に展示している。産業革命後のイギリスの繁栄を影で支えた19世紀の炭鉱街の一日の生活の様子を約170体の人形達などで再現している。今から約100年以上も前の1904年から18年の歳月をかけてイギリスのフェルペス夫妻の手によって作られた。当時の生活文化を学ぶことができる。
巨大ジオラマ

3メートルを超える幅を誇る、ヨーロッパの街並みを再現した巨大な鉄道模型のジオラマ（レイアウト）をエントランスホールに展示している。
ロボット立像
身長に届く高さのキャラクターロボットの立像を展示している。
原寸大ガンダム胸像
原寸大のガンダムの上半身（Aパーツ / 約5.6メートル）を松戸より移設しエントランスホールに展示している。
フロント
入館口。
芝生

約3,000平方メートルの広大な芝生。持ち込みの弁当などでピクニックや、子供とのボール遊び、昼寝なども出来る。
「キャラクターロボット玩具発祥の地」の碑
3体のスーパーヒーロー像と共に、この地がキャラクターロボット玩具発祥の地であることを記念した碑を館外入口付近に建立している。
蒸気自動車「ペンデルプリンセス号」
1919年イギリス製、7.5トン級の蒸気自動車。館外入口付近に静態保存されている。
無料駐車場
最大約70台の収容が可能で、大型バスも駐車できる。
歴代館長（CURATOR）
- 2007年 - 桜田純
- 2008年 - 足立光二
- 2009年 - 茂塚茂
- 2010年 - 吉川将司（兼 統括プロデューサー）
- 2012年 - 鈴木涼佳

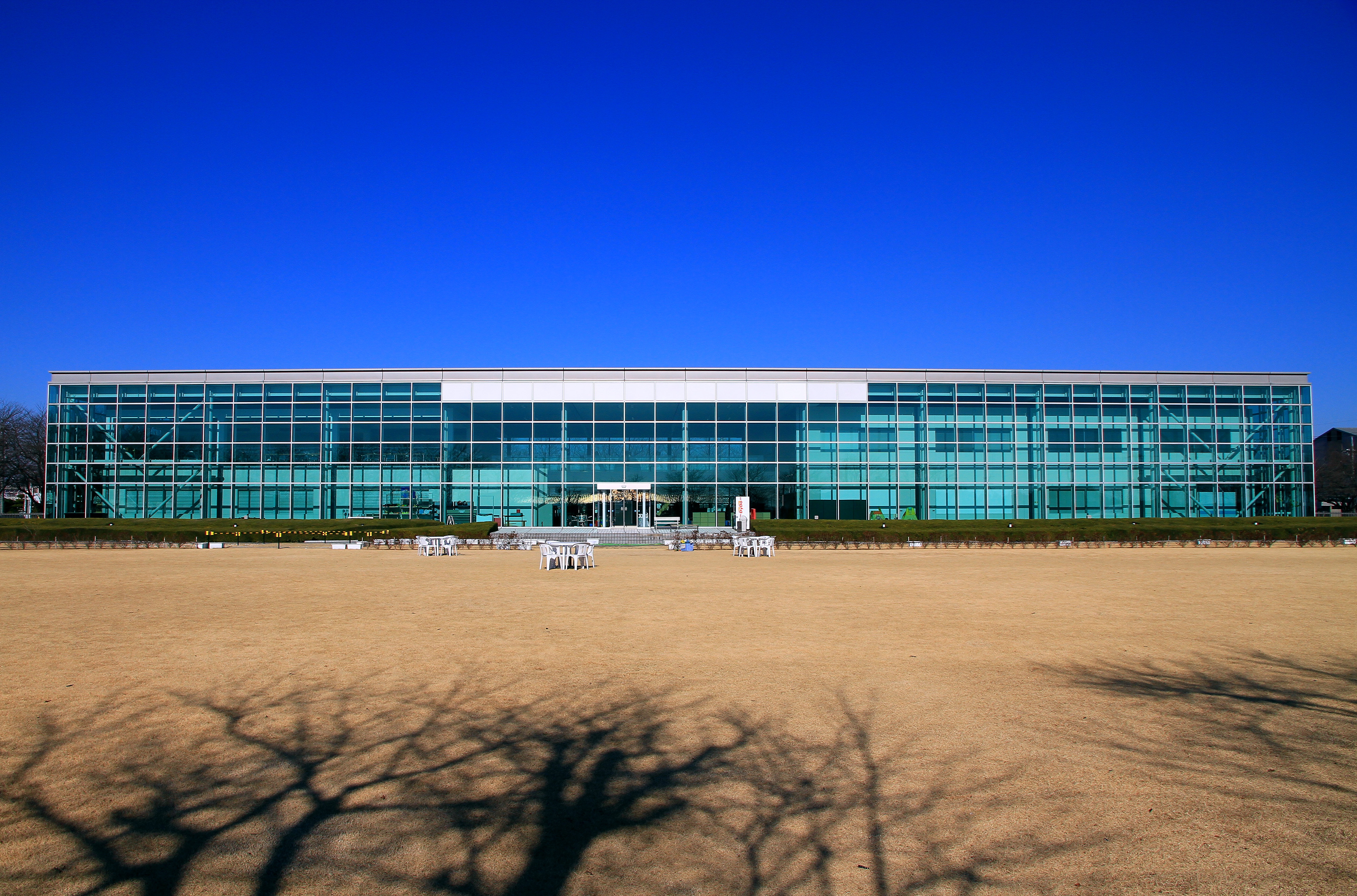
芝生広場と施設全景
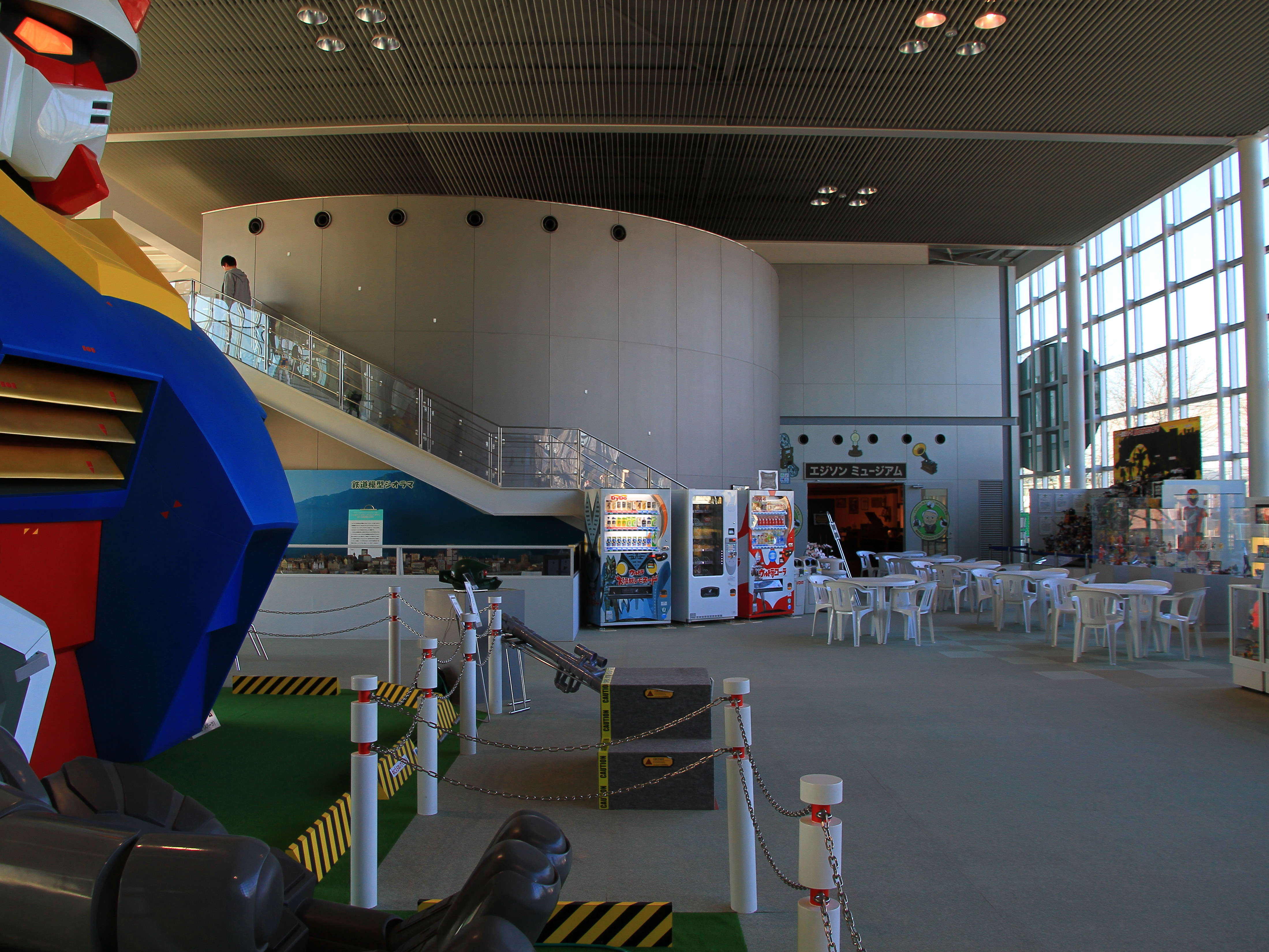
エントランスホール
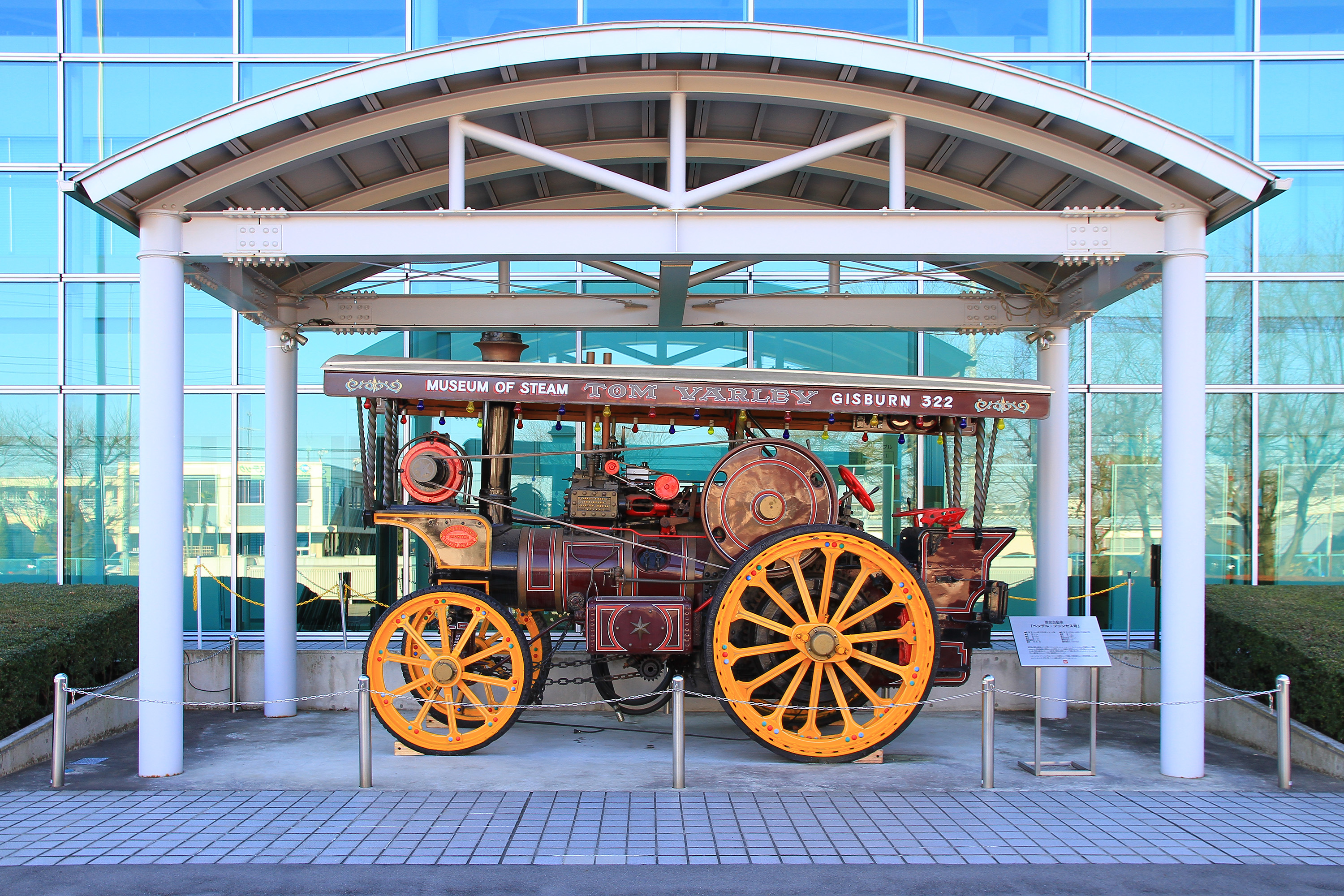
トラクションエンジンベンデルプリンセス号

### 松戸時代

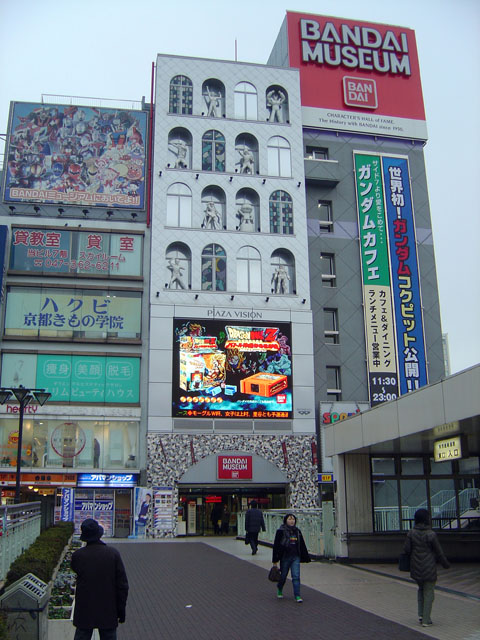
松戸時代のバンダイミュージアム

かつては千葉県松戸市の「ピアザ松戸」の4階より上を用い、機動戦士ガンダムを主軸とした展示をしていた。松戸駅東口から徒歩1分という近さで、2003年7月19日の開場当時から様々な人に人気があったが、徐々に来場者が減少し、2006年8月31日で松戸での営業を終了した。バンダイミュージアムがあった場所は現在、4階がダイソーおよびユザワヤ、5,6階がブックオフになっている。
ガンダムミュージアム
世界初の『ガンダム』のミュージアム。原寸大のガンダムの展示を見るために訪れる人も多かった。軍の制服やパイロットスーツなど、ガンダムのキャラクターの洋服を着て、ガンダムを背景に写真を撮る事が出来た。
キャラクターワールド
アニメ・特撮等のヒーローが一堂に会するミュージアム。等身大のキャラクターのモデルや、キャラクターに関連した資料とおもちゃの展示があった。『スーパー戦隊シリーズ』・『仮面ライダー』・『ウルトラマン』などのヒーローを間近で見られた。
G-base
ガンダムのプラモデルや商品を多く取り揃える店で限定の商品も発売されていた。入場料は不要。実際のサイズのキャラクターの衣装も売られていた。
萬代屋
ガンダム以外のバンダイの商品が置いてある店。
G-style Cafe
ガンダムミュージアム内の軽食コーナー。メニューもガンダムにちなんだものが多かった。
シアターB-one
機動戦士ガンダム MS IGLOOの上映を行ったシアタールーム

## トピックス
- 松戸のバンダイミュージアム・戦隊展示コーナーで、バトルフィーバーJ-高速戦隊ターボレンジャーまでの10年達成記念スタッフジャンパーが2005年頃、松戸のミュージアム閉館まで展示されていた。これは、ターボレンジャーの撮影現場でスタッフやキャストも実際に着ていた、11戦隊の英語文字と「戦隊」という筆文字で書かれたデザインの10年達成記念スタッフジャンパーである。元々の持ち主は現在不明。